# 磯谷直史
磯谷 直史（いそがい なおふみ、1982年3月26日 - ）は、日本のミュージシャンである。Naofumi ISOGAIと表記される場合もある。ロックバンド THE ANDS所属。レーベル vorfahr 主宰。

## 来歴
1982年 福島県に生まれる。福島県福島市出身。東北芸術工科大学芸術学部卒業。2006年ロックバンド monokuroのボーカル・ギターとしてキャリアをスタート。the pillows 山中さわおが主宰するDELICIOUS LABELよりデビュー。2009年にavex tearbridgeよりメジャーデビュー。2011年活動休止後、オルタナティブロックバンドTHE ANDSを結成。国内だけではなく、海外へシェアを広げ毎年ツアーをおこなう。自身はこれまでにアメリカ、イギリス、韓国、台湾、香港、中国などでのツアー経験を持つ。バンド活動の他、OKP-STAR（ex.Aqua Timez）のバンドWHITE LIE、ZEPPET STORE中村雄一のプロジェクトLucy's Drive、シンガー天野花、Ritomo、アイドル sui sui、サポーティア、SUPER FAMILIA、VTuber Riot Blue、ミュージカル劇団イマノカゲキ等、幅広いジャンルのサウンドプロデュース・ライブ・レコーディングに参加。近年はNitro+CHiRAL ゲーム・ドラマCD『スロウ・ダメージ』  、ミスオルチャンK-POPプロジェクト、聖光学院高等学校応援歌の制作なども行なっている。24年 1トラック制作リミット30分のコンセプトインストアルバム『Study』をリリース。また、自身のプライベートスタジオをベースとしたCM・PVのBGM制作もおこなっている。